# Garbatka-Zbyczyn
Garbatka-Zbyczyn (prononciation : [ɡarˈbatka ˈzbɨt͡ʂɨn]) est un village polonais de la gmina de Garbatka-Letnisko dans le powiat de Kozienice de la voïvodie de Mazovie dans le centre-est de la Pologne.
Le village possède approximativement une population de 229 habitants en 2003.

## Histoire
De 1975 à 1998, le village appartenait administrativement à la voïvodie de Radom.